# Kupa na Bălgarija 1984-1985
La Coppa di Bulgaria 1984-1985 è stata la 3ª edizione di questo trofeo, e la 45ª in generale di una coppa nazionale bulgara di calcio, terminata il 19 giugno 1985.  Il CSKA Sofia ha vinto il trofeo per l'undicesima volta.

## Primo turno
| Squadra 1                | Totale      | Squadra 2         | Andata | Ritorno |
| ------------------------ | ----------- | ----------------- | ------ | ------- |
| Lokomotiv Sofia          | 7 – 2       | Spartak Plovdiv   | 6 - 0  | 1 - 2   |
| Slavia Sofia             | 6 – 2       | Neftohimik Burgas | 4 - 1  | 2 - 1   |
| Pirin Blagoevgrad        | 2 – 3       | Lokomotiv Plovdiv | 2 - 0  | 0 - 3   |
| Dobrudža                 | 3 – 5       | Šumen             | 1 - 1  | 2 - 4   |
| Minjor Pernik            | 3 – 5       | Dunav Ruse        | 3 - 1  | 0 - 4   |
| Ludogorec                | 2 – 1       | Akademic Svištov  | 2 - 1  | 0 - 0   |
| FK Etăr                  | 15 – 3      | Dulovo            | 11 - 2 | 4 - 1   |
| Jantra Gabrovo           | 3 – 6       | Černo More Varna  | 3 - 2  | 0 - 4   |
| Haskovo                  | 7 – 2       | Pavlikeni         | 4 - 1  | 3 - 1   |
| Chirpan                  | 4 – 3       | Lokomotiv Ruse    | 3 - 1  | 1 - 2   |
| Belasica Petrič          | 3 – 4       | Arda Kărdžali     | 3 - 1  | 0 - 3   |
| Spartak Pleven           | 6 – 2       | Svetkavica        | 4 - 0  | 2 - 2   |
| Vihren Sandanski         | 5 – 3       | Botev Vraca       | 3 - 1  | 2 - 2   |
| Neftohimik Burgas        | 6 – 4       | Zagorec           | 2 - 1  | 4 - 3   |
| FK Černomorec Burgas     | 5 – 0       | Nesebăr           | 3 - 0  | 2 - 0   |
| Sportist Kremikovtsi     | 4 – 2       | Montana           | 4 - 0  | 0 - 2   |
| Pirin Goce Delčev        | 4 – 4 (gfc) | Marek Dupnica     | 3 - 2  | 1 - 2   |
| Preslav                  | 2 – 4       | Rila              | 2 - 0  | 0 - 4   |
| Lokomotiv GO             | 2 – 6       | Beroe             | 1 - 2  | 1 - 4   |
| Hebros                   | 4 – 2       | Cavdar Troyan     | 1 - 0  | 3 - 2   |
| Sportist General Toshevo | 2 – 3       | Balkan Botevgrad  | 0 - 0  | 2 - 3   |
| Rozova Dolina            | 2 – 1       | Kaliakra          | 2 - 1  | 0 - 0   |
| Kubrat                   | 5 – 9       | Spartak Varna     | 3 - 4  | 2 - 5   |
| Dimitrovgrad             | 5 – 2       | Velbažd           | 4 - 0  | 1 - 2   |

## Secondo turno
| Squadra 1            | Totale      | Squadra 2            | Andata | Ritorno |
| -------------------- | ----------- | -------------------- | ------ | ------- |
| Dimitrovgrad         | 3 – 3 (gfc) | Lokomotiv Sofia      | 2 - 3  | 1 - 0   |
| Ludogorec            | 2 – 3       | Chirpan              | 1 - 0  | 1 - 3   |
| Rila                 | 3 – 5       | FK Černomorec Burgas | 2 - 2  | 1 - 3   |
| Dunav Ruse           | 1 – 2       | Marek Dupnica        | 0 - 0  | 1 - 2   |
| Černo More Varna     | 3 – 2       | Spartak Varna        | 1 - 2  | 2 - 0   |
| Hebros               | 2 – 1       | Arda Kărdžali        | 2 - 0  | 0 - 1   |
| Rozova Dolina        | 0 – 2       | Beroe                | 0 - 0  | 0 - 2   |
| Lokomotiv Plovdiv    | 4 – 2       | Balkan Botevgrad     | 3 - 0  | 1 - 2   |
| Sportist Kremikovtsi | 2 – 5       | Neftohimik Burgas    | 1 - 1  | 1 - 4   |
| Haskovo              | 2 – 4       | Šumen                | 2 - 0  | 0 - 4   |
| FK Etăr              | 4 – 3       | Vihren Sandanski     | 3 - 1  | 1 - 2   |
| Slavia Sofia         | 4 – 11      | Spartak Pleven       | 1 - 4  | 1 - 7   |

## Ottavi di finale
A questo turno partecipano anche il CSKA Sofia, lo Sliven, il Levski Sofia e il Botev Plovdiv, esentati nei turni precedenti grazie alla loro partecipazione alle Coppe Europee.
| Squadra 1            | Totale | Squadra 2         | Andata | Ritorno |
| -------------------- | ------ | ----------------- | ------ | ------- |
| Beroe                | 0 – 2  | Černo More Varna  | 0 - 0  | 0 - 2   |
| Botev Plovdiv        | 7 – 0  | Šumen             | 5 - 0  | 2 - 0   |
| Marek Dupnica        | 1 – 2  | FK Etăr           | 1 - 1  | 0 - 1   |
| Hebros               | 3 – 6  | Levski Sofia      | 1 - 2  | 2 - 4   |
| Lokomotiv Sofia      | 2 – 3  | Lokomotiv Plovdiv | 1 - 2  | 1 - 1   |
| Sliven               | 6 – 2  | Neftohimik Burgas | 4 - 1  | 2 - 1   |
| FK Černomorec Burgas | 3 – 4  | CSKA Sofia        | 1 - 1  | 2 - 3   |
| Spartak Pleven       | 1 – 2  | Chirpan           | 0 - 0  | 1 - 2   |

## Quarti di finale
| Squadra 1         | Totale      | Squadra 2     | Andata | Ritorno |
| ----------------- | ----------- | ------------- | ------ | ------- |
| Chirpan           | 0 – 9       | CSKA Sofia    | 0 - 4  | 0 - 5   |
| FK Etăr           | 2 – 4       | Levski Sofia  | 2 - 2  | 0 - 2   |
| Černo More Varna  | 6 – 8       | Botev Plovdiv | 5 - 2  | 1 - 6   |
| Lokomotiv Plovdiv | 4 – 4 (gfc) | Sliven        | 1 - 1  | 3 - 3   |

## Semifinali
| Squadra 1         | Totale | Squadra 2     | Andata | Ritorno |
| ----------------- | ------ | ------------- | ------ | ------- |
| Levski Sofia      | 5 – 2  | Botev Plovdiv | 3 - 2  | 2 - 0   |
| Lokomotiv Plovdiv | 3 – 6  | CSKA Sofia    | 0 - 4  | 3 - 2   |

## Finale
| Arbitro: | Ahmed Yasharov |

|                        |           |                    |
| Slavkov 26’ Voynov 53’ | Marcatori | 82’ (rig.) Sirakov |